# Brachytarsina suzukii
Brachytarsina suzukii är en tvåvingeart som beskrevs av Mogi 1976. Brachytarsina suzukii ingår i släktet Brachytarsina och familjen lusflugor. Inga underarter finns listade i Catalogue of Life.